# Cicindela hybrida
Cicindela hybrida је тврдокрилац (Coleoptera) из породице Cicindelidae..
Врста је широко распрострањена, има је у целом Палеарктику. Cicindela hybrida је честа у Средњој Европи, на различитим стаништима, укључујући чак и вештачки створена.
Ова врста има следеће описане подврсте:
- Cicindela hybrida hybrida Linnaeus, 1758
- Cicindela hybrida kozhantshikovi Lutshnik, 1924
- Cicindela hybrida magyarica Roeschke, 1891

- Cicindela hybrida pseudoriparia Mandl, 1935
- Cicindela hybrida transversalis Dejean, 1822